# بانک تجارت ابوظبی
بانک تجارت ابوظبی (به انگلیسی: Abu Dhabi Commercial Bank) که با نام اختصاری ADCB شناخته می‌شود، یکی از برترین بانک‌های امارات است. ۵۸/۰۸ درصد از سهم مالکیت بانک تجارت ابوظبی متعلق به شورای سرمایه‌گذاری دبی است.
شورای سرمایه‌گذاری ابوظبی یکی از بازوان اصلی سرمایه‌گذاری دولت امارات در ابوظبی است. این شورا در آوریل ۲۰۰۷ میلادی آغاز به کار کرد و مسئولیت سرمایه‌گذاری منابع مالی مازاد دولتی را از طریق استراتژی‌های سرمایه‌گذاری متنوع در سطح جهانی بر عهده دارد. هدف اصلی شورای نامبرده، بازگشت سرمایه از طریق مدیریت سرمایه‌گذاری مثبت و فعال است. سهم دولت در این بانک ۳/۵۱ درصد است و سرمایه‌گذاران خارجی ۳/۵۴ درصد نقش دارند. باقی سهم هم متعلق به سایر سرمایه‌داران ملی است.